# 火星异种 (电影)
《火星异种》（日语：テラフォーマーズ）是由三池崇史执导的2016年日本科幻电影，改编自贵家悠和橘贤一的同名漫画系列。它于2016年4月29日星期五在日本发行。